# Degernbach (Bogen)
Degernbach ist ein Ortsteil der Stadt Bogen im niederbayerischen Landkreis Straubing-Bogen. Bis 1972 bildete es eine selbstständige Gemeinde.

## Lage
Das Pfarrdorf Degernbach liegt etwa fünf Kilometer östlich von Bogen am Degernbach und Waidbach in der Nähe der Bundesautobahn 3.

## Geschichte
Die Namensgeber des Ortes, die Tegernbacher kommen in Urkunden des 12. Jahrhunderts mehrfach vor. Sie waren Ministerialen der Grafen von Bogen. Ein Adelhohus de Tegernbach war 1147 Zeuge einer Schenkung des Bogener Grafen Friedrich an das Kloster Oberalteich, ebenso bei einem Kauf des Abtes Gerhard von Oberalteich (1159–1184). Auch im Traditionsbuch des Klosters Windberg kommt Alohus von Tegernbach vor. Die dem heiligen Andreas geweihte Eigenkapelle der Tegernbacher stieg vermutlich unter Bischof Kuno von Regensburg (1125–1132) in den Rang einer Pfarrkirche auf. 
Nach dem Aussterben der Tegernbacher besaß um 1230 Gerhoh von Frammelsberg Tegernbach als Lehen. Es fiel 1409 zusammen mit den Besitzungen der Frammelsberger an die Degenberger. Diese vergaben den Hof auf Leibrecht, das 1618 erlosch. Die kurfürstliche Regierung verlieh ihn dann an Michael Albertskirchner gegen Reichung von 30 Gulden Leibgedingegeld. Der Hof war dem kurfürstlichen Pfleg- und Kastenamt Schwarzach dienstbar.
1970 hatte das Pfarrdorf Degernbach 98, 1987 bereits 197 Einwohner.

### Ehemalige Gemeinde Degernbach
Die 1818 gebildete Gemeinde Degernbach unterstand dem Landgericht Mitterfels und ab 1839 dem neuen Landgericht Bogen. Sie gehörte zum 1862 gebildeten Bezirksamt Bogen und ab 1939 zum Landkreis Bogen. Am 1. Januar 1972 wurde sie im Zuge der Gebietsreform in die Stadt Bogen eingegliedert.
Sie bestand aus den 43 Orten Degernbach, Deschlhaid, Eben, Edenhofen, Edt, Einfürst, Frammelsberg, Frath, Fröschlhof, Furth, Grafenberg, Haid, Haidholz, Haushof, Haushofmühle, Hörabach, Hofstadt, Hohenried, Iglhaft, Koglhof, Lohhof, Metzgerhof, Muggenthal, Mühlthal, Nesselbach, Niederried, Oberfreundorf, Oberpischlsberg, Oberwieden, Oppersdorf, Rainfurt, Rankam, Sandhof, Stephling, Unterfreundorf, Unterpischlsberg, Unterwieden, Waidbach, Waidholz, Waltersdorf, Weiherhäusl, Weinberg und Weingraben.

## Sehenswürdigkeiten
- Pfarrkirche St. Andreas. Sie wurde im frühen Rokokostil 1735 erbaut. Die Deckenfresken stammen von Joseph Anton Merz.
- Friedhofskapelle. Sie entstand um 1500.

## Bildung und Erziehung
- Schulhaus Degernbach der Grundschule Bogen
- BRK-Kindergarten St. Andreas

## Vereine
- ASV Degernbach
- Blaskapelle Degernbach
- Drescher- und Oldtimerfreunde Degernbach
- ESV Degernbach
- Freiwillige Feuerwehr Degernbach
- Jugendrotkreuz Degernbach
- Katholische Landjugend Degernbach
- KSK Degernbach
- Mütterverein Degernbach
- Obst- und Gartenbauverein Degernbach